# Третій тайм (фільм, 1962)
Про однойменну македонсько-чесько-сербську воєнну драму див. Третій тайм (фільм, 2012)
«Третій тайм» (рос. «Третий тайм») — радянський художній фільм 1962 року, знятий на кіностудії «Мосфільм».

## Сюжет
В основі фільму реальний факт — «матч смерті», футбольний матч між німецькою командою і командою радянських військовополонених, колишніх «Динамівців». Це сталося в Києві 9 серпня 1942 року.

## У ролях
- Юрій Волков — Соколовський
- Володимир Кашпур — Кирило Зайцев
- Леонід Куравльов — Льоня Фокін
- Юрій Назаров — Міша Скачко
- В'ячеслав Невинний — Савчук
- Гліб Стриженов — Євген Вікторович Рязанцев
- Геннадій Юхтін — Дугін
- Олексій Ейбоженко — Лемешко
- Валентина Шарикіна — Віра
- Ігор Пушкарьов — Кирилов
- Олександра Данилова — мати Сашка
- Лідія Драновська — Рязанцева
- Ервін Кнаусмюллер — майор Хайнц
- Олександр Метьолкін — Павлик
- Микола Новлянський — продавець бутс
- Володимир Піцек — німецький офіцер
- Георгій Светлані — перукар
- Валентінс Скулме — капітан німецької команди Юхан Дітріх
- Валентина Маркова — Саша, дружина Скачка
- Зоя Василькова — господиня квартири

## Знімальна група
- Режисер — Євген Карелов
- Сценарист — Олександр Борщаговський
- Оператор — Сергій Зайцев
- Композитор — Андрій Петров
- Художник — Борис Царьов